# 空挺懐古都市
『空挺懐古都市』（くうていかいことし）は、石据カチルによる日本の漫画作品。小学館の『月刊flowers』2010年6月号にプロローグが掲載され、『flowers増刊凜花』2010年第11号に続編が掲載された後、『凜花』（後に『増刊flowers』に誌名変更）2011年第12号から連載となった。

## あらすじ
海面が上昇し、大地が小さくなり始めた世界。人々は、化石燃料の蒸気を浮力とする海上の空挺都市で暮らしていた。空挺都市に憧れ、技術者として移住した風波トキは、花宮ユナという不思議な少女と出会う。トキは、彼女にもらった髪飾りから、何か大切なことを思い出しそうになる。
実は、2人は互いに想い合う仲だったが、空挺都市の燃料街で暮らすトキは、燃料の蒸気によって発症する古妖精病（メランコリア）という記憶障害にかかり、ユナのことを覚えていなかった。

## 用語
空挺都市（くうていとし）
海面が上昇し、大地が海で覆われる前に、人々が海上に作り上げた、化石燃料の蒸気を浮力とする巨大な都市。一般居住区と燃料街とに分かれており、燃料街は化石燃料が発生させる蒸気の影響を考慮して一般居住区とは隔離されている。都市は、今後も拡大していく。
浮力開発研究所
空挺都市の浮力となる燃料について研究している機関。
化石燃料
浮力開発研究所で作られている、空挺都市の動力源となる燃料。血のような色をしている。
古妖精病（メランコリア）
燃料街の人、特に、燃焼蒸気の濃度が高いコンビナート内で働く人が多く発症する病気。近年、発掘された化石燃料が原因で、主な症状は、最も心に依存している人を忘れてしまう記憶障害で、生命には関わらない。都市の発展と直接的に結びつく問題であることから、対策は後手に回っており、はっきりとした原因も治療法も解明されていない。

## 登場人物
風波 トキ（かざなみ トキ）
都市の浮力を支える燃料街で暮らしている技術者。空挺都市に憧れ、移住した。ユナが誰なのかを忘れてしまっているが、彼女にもらった髪飾りを見て、思い出せないながらも、彼女に恋慕の情を抱き、毎日彼女を忘れ、毎日彼女に出逢い、毎日彼女に恋をする日々を送る。
花宮 ユナ（はなみや ユナ）
ある実験の検体になっていた少女。髪の色は桜色。管理局による管理コードを持たない。実験棟の上階で軟禁状態にされていたが、自由を求めて窓から逃走し、空挺都市へ来たばかりのトキと出会い、追っ手から匿ってもらう。幼い頃にトキと一緒に遊んだことがある。
近江 ヤエ（おうみ ヤエ）
地上時代、技術者の資格を得るための訓練学校でトキと共に学んだ。苦手な実技の実習期間中、居残って規定以上の燃料を使用したらしく、メランコリアにかかり、実父の記憶を失っていった。移住前の健康診断後、姿が見えなくなった。
天草（あまくさ）
浮力開発研究所の研究者。昼行灯。
弑名（しいな）
浮力開発研究所の研究者。
小鳥遊 七雄（たかなし ななお）
トキと同じ班の技術者。夏樹とは幼なじみだが、忘れないように、深く思いすぎないようにしている。
澤戸 夏樹（さわと なつき）
トキと同じ班の技術者。
右城 牡丹（うしろ ぼたん）
トキと同じ班の技術者。品質管理担当。

## 単行本
- 石据カチル 『空挺懐古都市』 小学館〈フラワーコミックススペシャル〉、既刊4巻
  1. 2011年12月9日発売、ISBN 978-4-09-134214-0[3]
  2. 2013年5月10日発売、ISBN 978-4-09-135348-1[4]
  3. 2014年6月10日発売、ISBN 978-4-09-136238-4[5]
  4. 2019年9月10日発売、ISBN 978-4-09-870625-9[6]